# Pelophryne lighti
Pelophryne lighti là một loài cóc trong họ Bufonidae.

## Môi trường sống
Nó là loài đặc hữu của các tỉnh Bohol, Samar, Leyte và Mindanao của Philippines.
Các môi trường sống tự nhiên của chúng là các khu rừng ẩm ướt đất thấp nhiệt đới hoặc cận nhiệt đới, các khu rừng vùng núi ẩm nhiệt đới hoặc cận nhiệt đới, sông, sông có nước theo mùa, suối nước ngọt, và các khu rừng trước đây bị suy thoái nặng nề. Loài này đang bị đe dọa do mất nơi sống.